# Maggi Mikaelsson
Margareta "Maggi" Kristina Maria Mikaelsson, född Sahlin 4 november 1946 i Ragunda församling i Jämtlands län, är en svensk politiker (vänsterpartist) och ämbetsman; riksdagsledamot 1988–1991 och 1994–2002 för Västerbottens län, landshövding i Jämtlands län (2002–2008, med undantag för en period 2006–2007). Hon är den första vänsterpartisten som blivit utnämnd till landshövding i Sverige. Mikaelsson utsågs till den första kvinnliga partisekreteraren i Vänsterpartiet 1993 och var det fram till 1994. Mikaelsson är utbildad förskollärare.
Under tiden i riksdagen var Mikaelsson ledamot i miljö- och jordbruksutskottet (1994–2002) och EU-nämnden (1998–2002) och suppleant i finansutskottet (1988–1991), skatteutskottet (1988–1991) och bostadsutskottet (1994–1996).
Mikaelsson dömdes 14 november 2006 i tingsrätten i Östersund för mutbrott. Bakgrunden var att hon i egenskap av ordförande i Hushållningssällskapet deltog i älgjakt tillsammans med SCA:s högsta ledning, som arrenderar jakten på den fastighet som Hushållningssällskapet äger. Mikaelsson frikändes helt i Hovrätten för nedre Norrland den 3 april 2007 och återgick redan dagen efter till arbetet som landshövding i Jämtlands län. Riksåklagaren gjorde samma bedömning som tingsrätten i Östersund och åklagare Christer van der Kwast överklagade hovrättens frikännande dom och ärendet beviljades prövningstillstånd i Högsta domstolen. Ärendet behandlades i Högsta domstolen och ett frikännande kom i juni 2008.
Hennes sexåriga förordnande gick ut 2008 och regeringen fixerade hennes sista tjänstgöringsdag till den 29 februari 2008 och förlängde alltså inte förordnandet. Beslutet togs av regeringen 10 januari 2008. Hennes uppgifter togs den 1 mars över av länsrådet Uno Svaleryd som tillförordnad landshövding. Senare utnämndes Britt Bohlin till hennes efterträdare.